# Kanton Albi-Ouest
Kanton Albi-Ouest is een voormalig kanton van het Franse departement Tarn. Kanton Albi-Ouest maakte deel uit van het arrondissement Albi en telde 9836 inwoners in 1999. Het werd opgeheven bij decreet van 17 februari 2014 met uitwerking op 22 maart 2015.

## Gemeenten
Het kanton Albi-Ouest omvatte de volgende gemeenten:
- Albi (deels, hoofdplaats)
- Marssac-sur-Tarn
- Terssac